# Campionato sudamericano femminile di pallacanestro 1948
Il 2º Campionato dell'America Meridionale Femminile di Pallacanestro (noto anche come FIBA South American Championship for Women 1948) si è svolto dal 14 al 30 maggio 1948 a Buenos Aires, in Argentina. Il torneo è stato vinto dalla nazionale argentina.

## Squadre partecipanti
- Argentina
- Cile
- Perù

## Classifica finale
| Pos | Squadra   | V-P |
| --- | --------- | --- |
|     | Argentina | 4-0 |
|     | Cile      | 2-2 |
|     | Perù      | 0-4 |